# Wilfred Agbonavbare
Wilfred Agbonavbare (* 5. Oktober 1966 in Lagos; † 27. Januar 2015 in Alcalá de Henares, Spanien) war ein nigerianischer Fußballtorwart.

## Karriere
Agbonavbare spielte in seinem Heimatland für die Vereine New Nigeria Bank F.C. aus Benin City sowie die in der Stadt Gboko ansässigen BCC Lions, bevor er 1990 zu Rayo Vallecano nach Spanien wechselte. Nach einem einjährigen Gastspiel bei Écija Balompié in der Segunda División beendete er 1997 seine aktive Laufbahn.
Zwischen 1983 und 1994 bestritt er 15 Länderspiele für die nigerianische Nationalmannschaft, in deren Kader er bei der Fußball-Afrikameisterschaft 1994 sowie der Fußball-Weltmeisterschaft 1994 stand.
Wilfred Agbonavbare starb am 27. Januar 2015 in Folge einer Krebserkrankung.

## Erfolge
- Fußball-Afrikameisterschaft 1994